# كهوف ومغارات لبنان

الموقع الجغرافي ل لبنان على المستديرة الأرضية (كوكب الأرض)

تتألف 70% من الأراضي اللبنانية من الحجارة الكربونية، تشكلت بين منتصف العصر الجوراسي والعصر الفجري، مع وجود الحجر الجيري من العصر الجوراسي أيضا في بعض المناطق، خاصة في الجنوب. كما توجد الصخور البازلتية في عدد قليل من الأماكن، خاصة في عكار في الشمال اللبناني.
وقد نحتت الطبيعة والزمن في الجيولوجيا اللبنانية تشكيلات وأعداد من المغارات والكهوف يقدر عددها منها حوالي 700 مغارة بأشكال وأحجام متفاوتة منها مغاور وادي قنوبين، التي تصل لخمسين مغارة، تنتشر عبر جبال لبنان تجذب الكثير من المهتمين والباحثين والجيولوجيين والسياح في إطار سياحة جبلية في لبنان تتوفر على عدة مؤهلات طبيعية وثقافية يمكن أن تتعدد وظيفتها السياحية، من السياحة البيئية والايكولوجية وجذب الباحثين العلميين في علم الجيولوجيا وعلم الأركيولوجيا وعلوم لأرض.

## مغارات لبنان والجذب السياحي لعشاق سياحة الاستغوار
على رغم مساحة لبنان الصغيرة، في موقع تاريخي واستراتيجي بطبيعة ساحلية ومناخ متوسطي، إلا أنه يضم أكثر من 700 مغارة موثقة، تعتبر من أروع التحف الطبيعية في الشرق، تشكل نقط جذب سياحي طبيعية لمحبي الاستغوار والاكتشاف.
فمغارة جعيتا مثلا تستقطب ربع عدد السياح في لبنان، فمثلا سنة 2004 بلغ عددهم نحو مليون و 300 ألف سائح حسب إحصائيات وزارة السياحة اللبنانية، استقطبت منهم مغارة جعيتا وحدها حوالي 361 ألف سائح من مجموع السياح الذين زاروا لبنان في نفس السنة. وهذا يدل على أهمية سياحة الاستغوار في تنويع المنتوج السياحي اللبناني، التي تستقطب الجيولوجيين والمستغورين والمثقفين وعشاق الطبيعة والسياحة البيئية من حيث كم المغارات ومن حيث الجمالية.

## المغارات
- وهذه قائمة لأشهر مغارات وكهوف لبنان:

| الاسم         | صورة | ملاحظات |
| ------------- | ---- | --- |
| مغارة أفقا    |      | تقع على مسافة 80 كلم شمال شرقي بيروت، ترتفع عن سطح البحر 1100، وتضم شلالات كبيرة. وتتدفق من مغارة - أو مغارات - أفقا مياه نهر إبراهيم الذي كان يعرف قديما بنهر أدونيس.                             |
| مغارة الزحلان |      | تقع على مسافة 80 كلم شمال شرقي بيروت، ترتفع عن سطح البحر 1100، وتضم شلالات كبيرة. وتتدفق من مغارة - أو مغارات - أفقا مياه نهر إبراهيم الذي كان يعرف قديما بنهر أدونيس.                             |
| مغارة قاديشا  |      | تقع قريبة من غابة الأرز عند بلدة بشري بشمال لبنان، وتطل على وادي قاديشا الذي يخترقه النهر الذي يحمل اسمه.                                                                                          |
| مغارة جعيتا   |      | أشهر مغارات لبنان، وجهرة السياحة اللبنانية، مغارة ذات تجاويف وشعاب ضيقة، وردهات وهياكل وقاعات نحتتها الطبيعة، وتسربت إليها المياه الكلسية وعالماً من القباب والمنحوتات والأشكال والتكوينات العجيبة. |
| مغارة كفرحيم  |      | قدّر الخبراء الجيولوجيين عمر المغارة بما يزيد على أربع ملايين سنة. وهي مكونة من عدة طبقات، تضم بداخلها في كل جانب مشاهد متنوعة الأشكال والأحجام، ومياها متدفقة على شكل شلالات.                      |
| مغارة البحيرة |      | مغارة البحيرة أو مغارة المطران الواقعة في بلدة البحيرة، والتي تمتد على مساحة 1215 متراً، ويتخطى ارتفاعها في بعض الأماكن الثلاثين متراً.                                                              |
| كهف أنطلياس   |      | كهف كبير يقع شمال شرق بيروت بالقرب من وادي قصر عقيل . |